# Fougor
Fougor (Swift Wind en version originale) est un personnage de fiction de la franchise Les Maîtres de l'univers de Mattel. Il est également connu sous le nom d'Éclair (Spirit en version originale) sous sa forme originale.
Il s'agit du cheval de la guerrière She-Ra. Il est issu de la ligne La Princesse du Pouvoir, créée par Mattel pour introduire la franchise Les Maîtres de l'univers à un public plus féminin.
Il fait sa première apparition dans le film d'animation Les Maîtres de l'univers : Le Secret de l'épée en 1985.

## Biographie
Fougor est le cheval de She-Ra, héroïne de la série télévisée She-Ra, la princesse du pouvoir. Il a l'apparence d'un cheval ordinaire la plupart du temps, mais si sa cavalière le vise avec son épée en prononçant des paroles de pouvoir, il se transforme en licorne ailée capable de parler, dotée d'une intelligence humaine.
Vers la fin de la série, il est révélé que Fougor va être père. She-Ra utilise son épée pour transformer le poulain à son tour en licorne ailée.